# Aranysávos mézevő
Az aranysávos mézevő (Caligavis chrysops) a madarak osztályának a verébalakúak (Passeriformes) rendjébe, ezen belül a mézevőfélék (Meliphagidae) családjába tartozó faj.

## Rendszerezése
A fajt John Latham angol ornitológus írta le 1802-ben, a Sylvia nembe Sylvia chrysops néven. Besorolása vitatott, egyes szervezetek a Lichenostomus nembe sorolják Lichenostomus chrysops néven.

## Alfajai
- Caligavis chrysops barroni (Mathews, 1912)
- Caligavis chrysops chrysops (Latham, 1802)
- Caligavis chrysops samueli (Mathews, 1912)

## Előfordulása
Ausztrália keleti és délkeleti területein honos. 
Természetes élőhelyei a mérsékelt övi erdők, szubtrópusi és trópusi száraz erdők, síkvidéki és hegyi esőerdők, szavannák és cserjések, valamint ültetvények, vidéki kertek és városi régiók. Vonuló faj.

## Megjelenése
Testhossza 18 centiméter, testsúlya 15–20 gramm. Arcán jellegzetes sárga sáv van. A nemek hasonlóak, de a tojónak valamivel keskenyebb a sárga sáv az arcán.
|  |

## Életmódja
Tápláléka nektárból, virágporból, gyümölcsökből, vetőmagvakból és rovarokból áll. Táplálkozás során kisebb csoportban tekinthetőek meg.

## Szaporodása
Szaporodási időszaka júliustól márciusig tart. A szövött fészket a tojó készíti. Fészekalja 2-3 tojásból áll, ritkán egyből. Költési ideje 14 nap. A fiókák a kikelés után még 14 napot töltenek a fészekben, mindkét szülő eteti őket.
|  |

## Természetvédelmi helyzete
Az elterjedési területe rendkívül nagy, egyedszáma viszont csökken, de még nem éri el a kritikus szintet. A Természetvédelmi Világszövetség Vörös listáján nem fenyegetett fajként szerepel.